# Powell (Teksas)
Powell je gradić u američkoj saveznoj državi Teksas. Prema popisu stanovništva iz 2010. u njemu je živjelo 136 stanovnika.